# Метаплевральная железа

Метаплевральная железа показана под № 18 на примере рабочего муравья (Pachycondyla verenae)

Метаплевральная железа (англ. Metapleural gland, metasternal/metathoracic gland) — специфическая железа внешней секреции, характерная только для муравьёв, выполняющая в основном защитную антибиотическую роль. Расположена в нижне-боковой части заднегруди. Один из главных признаков семейства Formicidae, так как эта железа обнаружена практически у всех современных видов муравьёв (за редкими исключениями, возникшими вторично).

## Описание
Метаплевральная железа вырабатывает антибиотические компоненты, которые накапливаются в резервуаре, находящемся в задней части груди. Эти резервуары также называют буллами (bulla) и они различаются по размеру между разными видами муравьев, а также между кастами одного и того же вида. У некоторых муравьёв железа также выделяет феромоны тревоги и репелленты для защиты от врагов.
C помощью груминга муравьи наносят секрецию метаплевральной железы на поверхность экзоскелета. Это сдерживает рост бактерий и спор грибков на муравьях и в их гнёздах.
У некоторых муравьёв рода Crematogaster (виды Crematogaster difformis и Crematogaster inflata из подрода Physocrema) рабочие особи могут выделять защитные секреторные капли, сохраняя их на округлых выходных отверстиях желёз, а затем убирать их обратно в
атриум (Buschinger & Maschwitz, 1984; Maschwitz, 1974).
Нервно-мышечные механизмы, лежащие в основе этого контролируемого выделения и ретракции до сих пор остаются не исследованными. Кроме того, именно эти муравьи (Crematogaster из подрода Physocrema) имеют самые большие гипертрофированно увеличенные метаплевральные железы. У муравьёв Crematogaster inflata они имеют 1400 секреторных клеток, сдвинуты вперёд и находятся у места соединения переднегруди со среднегрудью. Отверстия желёз имеют диаметр около 80 мкм, а сама железа имеет длину до 700 мкм. Секреты такой крупной железы играют роль защиты от крупных членистоногих и мелких позвоночных животных. У муравьёв-листорезов Atta и Acromyrmex железа содержит по 400—1200 секреторных клеток, а у реликтового вида Aneuretus simoni лишь 14 клеток.
Хотя метаплевральная железа считается важным компонентом иммунитета у муравьев, некоторые виды этих общественных насекомых потеряли свою специфическую железу в ходе эволюции. Железа отсутствует у муравьёв-ткачей, ведущих древесный образ жизни, таких как представители родов Oecophylla, Camponotus и Polyrhachis. Первоначально предполагалось, что из-за древесного образа жизни, у них воздействие микропаразитов было не столь велико, как для наземных муравьев. Последние работы показали, что вместо метаплевральной экскреции эти муравьи могут использовать другие виды защиты от паразитов, такие как усиление груминга и яда. Железа отсутствует у муравьёв-рабовладельцев, но её имеют используемые ими так называемые муравьи-рабы, которые занимаются уходом как за своими хозяевами, так и за их расплодом.

## Биохимия
Наиболее исследована у таких групп, как муравьи-листорезы родов Atta и Acromyrmex (в метаплевральной железе у них найдено 43 компонента), огненные муравьи Solenopsis (19 веществ) и муравьи подрода Physocrema из рода Crematogaster (16 веществ). Между ними есть некоторые химические отличия. Карбоновые и жирные кислоты доминируют у муравьёв-листорезов и огненных муравьёв, в то время как фенольные компоненты преобладают у видов Physocrema (Crematogaster). Протеиновые компоненты имеют значительную фракцию в секреции метаплевральных желёз у листорезов Atta spp. (Maschwitz et al., 1970; do Nascimento et al., 1996). Только пять веществ было обнаружено одновременно в секреции метаплевральных желёз у исследованных видов муравьёв-листорезов: мирмикацин (C10H20O3, 3-гидроксидекановая кислота), β-индолилуксусная кислота (C10H9NO2), фенилуксусная кислота (С6H5СH2COOH), 3-гидроксидодекановая кислота, маргариновая кислота (C17H34O2).
мирмикацин (C10H20O3) был первым компонентом метаплевральных желёз, обнаруженных у листорезов: это произошло в 1971 году на примере Atta sexdens (Schildknecht & Koob, 1971). Тогда же его посчитали в качестве первого гербицида, вырабатываемого насекомыми. Позднее мирмикацин нашли ещё у нескольких видов (Atta cephalotes, Acromyrmex octospinosus, Acromyrmex subterraneus) (do Nascimento et al., 1996; Ortius-Lechner et al., 2000).
Главными компонентами секреции метаплевральных желёз муравьёв Crematogaster (виды Crematogaster difformis и Crematogaster inflata из подрода Physocrema) названы алкилфенолы и алкилресорцинолы (6-алкилсалициловая и 6-алкилресорциловая кислоты), соответственно. Они обладают антимикробными и репеллентными свойствами. У C. difformis также найден Likewise, меллеин (3,4-дигидро-8-гидрокси-3-метилизокумарин), обнаруженный ранее у некоторых муравьёв (в мандибулярных железах Camponotus femoratus), термитов и молей.
В составе метаплевральных желёз рабочих особей огненных муравьёв Solenopsis geminata обнаружены олеиновая (C17H33COOH), стеариновая (C18H36O2), линолеевая (C18H32O2) и пальмитиновая (C16H33O2) жирные кислоты.